# 10147 Mizugatsuka
A 10147 Mizugatsuka (ideiglenes jelöléssel 1994 CK2) a Naprendszer kisbolygóövében található aszteroida. Kobajasi Takao fedezte fel 1994. február 13-án.